# کاتب
کاتِب یا منشی (همچنین: دبیر) از پیشه‌های پایان‌پذیرفته است و به‌طور ویژه به نویسندگان دوران سده‌های میانهٔ اسلامی گفته می‌شود؛ چه درباری چه آزاد. کاتبان درباری گاه بیش از یک نویسنده عمل می‌کردند و نفوذشان به دانششان وابسته بود.
به نویسندگان در «دیوان انشاء» یک دربار، نیز کاتب می‌گفته‌اند.